# Brandon De Wilde
Andre Brandon De Wilde (9 de abril de 1942-6 de julio de 1972) fue un actor estadounidense. 

## Primeros años y carrera
De Wilde nació en Brooklyn, Nueva York, en el seno de una familia dedicada a la actividad teatral. Su padre, Frederick A. De Wilde, era un productor teatral de Broadway, y su madre, Eugenia De Wilde, era actriz a tiempo parcial en Broadway. Tras el nacimiento del actor, la familia se trasladó a Baldwin, condado de Nassau (Nueva York).
Brandon De Wilde tuvo un aclamado debut en Broadway a los 7 años de edad con la obra The Member of the Wedding, y fue el primer actor infantil en ganar el Premio Donaldson. También protagonizó la versión cinematográfica de 1952 (dirigida por Fred Zinnemann).
En 1952 De Wilde actuó en el film Shane en el papel de Joey Starlett, y fue nominado al Oscar al mejor actor de reparto por su interpretación. También protagonizó su propia serie televisiva, Jamie (1953-1954), la cual, aunque fue popular, se canceló a causa de disputas por el contrato. En 1956 trabajó junto a Walter Brennan, Phil Harris y Sidney Poitier en la película Good-bye, My Lady, adaptación del libro de James H. Street. 
En 1956, con 14 años de edad, De Wilde narró la obra musical clásica Pedro y el lobo de Serguéi Prokófiev, y la de Benjamin Britten titulada Young Person's Guide To The Orchestra, basada en música compuesta en el siglo XVII por Henry Purcell.
De Wilde trabajó junto a James Stewart y Audie Murphy en el western de 1957 Night Passage. Dejó su impronta como adolescente en el drama de 1959 Blue Denim, junto a Carol Lynley. También actuó en All Fall Down (1962), con Warren Beatty y Eva Marie Saint, y en el film de Martin Ritt Hud (1963), junto a Paul Newman, Patricia Neal y Melvyn Douglas. Aunque fue el único de los primeros actores del reparto en no ser nominado al Oscar, De Wilde salió a escena para recoger el trofeo al mejor actor de reparto para su compañero Melvyn Douglas (que en ese momento se encontraba en Israel). Ese mismo año trabajó con Jack Palance en un drama circense de la ABC, The Greatest Show on Earth.
De Wilde hizo otra aplaudida interpretación a los 22 años de edad como Jere Torry, el hijo de John Wayne en el film In Harm's Way (1965). En una carrera que abarcó desde 1951 a 1972 (incluyendo seis obras en Broadway y 16 películas), su última actuación para la pantalla tuvo lugar con Wild In The Sky.

## Fallecimiento
Brandon De Wilde sufrió un accidente de tráfico en un suburbio de Denver, Colorado, la tarde del 6 de julio de 1972, mientras se trasladaba en su furgoneta para actuar en la obra Las mariposas son libres. A fin de evitar la colisión con otro vehículo, giró bruscamente y chocó contra un tráiler que se encontraba aparcado a un lado de la calle, quedando atrapado en el interior del vehículo. Fue trasladado al Hospital General de Denver, donde fallecería cuatro horas más tarde. En ese momento De Wilde estaba casado con su segunda esposa y dejó un hijo, Jesse.
Fue enterrado inicialmente en Hollywood, pero posteriormente sus padres trasladaron los restos al cementerio "Pinelawn Memorial Park" de Farmingdale, Nueva York, más cerca de la casa que poseían en Long Island.

## Filmografía
| Film       | Film                                    | Film                                                 | Film                                              |
| Año        | Film                                    | Papel                                                | Notas                                             |
| ---------- | --------------------------------------- | ---------------------------------------------------- | ------------------------------------------------- |
| 1952       | The Member of the Wedding               | John Henry                                           |                                                   |
| 1953       | Shane                                   | Joey Starrett                                        | Nominado: Oscar al mejor actor de reparto         |
| 1956       | Good-bye, My Lady                       | Skeeter                                              |                                                   |
| 1957       | Night Passage (La última bala)          | Joey Adams                                           |                                                   |
| 1958       | The Missouri Traveler                   | Biarn Turner                                         |                                                   |
| 1959       | Blue Denim                              | Arthur Bartley                                       | Título alternativo: Blue Jeans                    |
| 1962       | All Fall Down (Su propio infierno)      | Clinton Willart                                      |                                                   |
| 1963       | Hud                                     | Lon "Lonnie" Bannon                                  | Acreditado como Brandon de Wilde                  |
| 1965       | Those Calloways                         | Bucky Calloway                                       | Acreditado como Brandon de Wilde                  |
| 1965       | In Harm's Way (Primera victoria)        | Ens. Jeremiah "Jere" Torrey                          |                                                   |
| 1967       | The Trip                                | Extra                                                | Sin acreditar                                     |
| 1971       | The Deserter (La quebrada del diablo)   | Ferguson                                             | Otros títulos: The Devil's Backbone Ride to Glory |
| 1972       | Wild in the Sky                         | Josh                                                 | Otros títulos: Black Jack God Bless the Bomb      |
| Televisión |                                         |                                                      |                                                   |
| Año        | Título                                  | Papel                                                | Notas                                             |
| 1951-1952  | The Philco Television Playhouse         |                                                      | 2 episodios                                       |
| 1953       | ABC Album                               | Jamie McHummer                                       | 1 episodio                                        |
| 1953-1954  | Jamie                                   | Jamison Francis McHummber                            | 22 episodios                                      |
| 1955-1956  | Climax!                                 | Robbie Eunson Tip Malone                             | 2 episodios                                       |
| 1956       | Screen Director's Playhouse             | Terry Johnson                                        | 1 episodio                                        |
| 1957       | The United States Steel Hour            | David                                                | 1 episodio                                        |
| 1959       | Alcoa Theatre                           | George Adams                                         | 1 episodio                                        |
| 1959-1961  | Wagon Train                             | Danny Benedict Mark Miner                            | 2 episodios                                       |
| 1961       | Thriller                                | Tim Branner                                          | 1 episodio                                        |
| 1962-1970  | El virginiano                           | James "Mike Flynn" Cafferty Walt Bradbury Rem Garvey | 3 episodios                                       |
| 1963       | The Nurses                              | Paul Marker                                          | 1 episodio                                        |
| 1964       | The Greatest Show on Earth              | Vic Hawkins                                          | 1 episodio                                        |
| 1964       | Walt Disney anthology television series | Jim Tevis                                            | 3 episodios                                       |
| 1964       | Twelve O'Clock High                     | Cpl. Lawrence                                        | 1 episodio                                        |
| 1965       | The Defenders                           | Roger Bailey, Jr.                                    | 1 episodio                                        |
| 1966       | Combat!                                 | Wilder                                               | 1 episodio                                        |
| 1966       | ABC Stage 67                            | Carl Boyer                                           | 1 episodio                                        |
| 1969       | The Name of the Game                    | Bobby Currier                                        | 1 episodio                                        |
| 1969       | Journey to the Unknown                  | Alec Worthing                                        | 1 episodio                                        |
| 1969       | Hawaii Five-O                           | Arnold Potter                                        | 1 episodio                                        |
| 1969       | Love, American Style                    | Jimmy Devlin                                         | 1 episodio                                        |
| 1970       | Insight                                 | Weissberg                                            |                                                   |
| 1970       | The Young Rebels                        | Young Nathan Hale                                    | 1 episodio                                        |
| 1971       | Galería Nocturna                        | Johnson                                              | 1 episodio                                        |
| 1971       | Ironside                                | George Whittaker                                     | 1 episodio                                        |

## Premios y distinciones
Premios Óscar
| Año  | Categoría                       | Película | Resultado |
| ---- | ------------------------------- | -------- | --------- |
| 1954 | Óscar al mejor actor de reparto | Shane    | Nominado  |